# アフリカサッカー連盟
アフリカサッカー連盟（アフリカサッカーれんめい、CAF; 英語: Confederation of African Football, フランス語: Confédération Africaine de Football, アラビア語: الاتحاد الأفريقي لكرة القدم ローマナイズ: Al-Ittihad Al-Afriki Likurat Al-Qadam）は、アフリカにおけるサッカーの各国・地域協会を統括する、国際サッカー連盟（FIFA）傘下の大陸連盟。1956年に設立。
本部はエジプトの首都カイロ近郊にある10月6日市に置かれている。地域別に6つのゾーンに分かれ、56のサッカー協会が加盟しているが、そのうちFIFAから公認されている協会は54である。

## 加盟国・地域

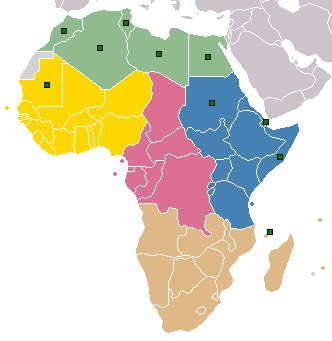
アフリカ地域連合に加盟している国々
UNAF (北アフリカ)
WAFU (西アフリカ)
UNIFFAC (中部アフリカ)
CECAFA (東アフリカ)
COSAFA (南部アメリカ)

| FIFAコード                                | 協会 ・連盟                | A代表                                                     | 設立年                     | FIFA 加盟年                | CAF 加盟年                 | 地域連合加盟年             |                            |
| 北アフリカサッカー連合 (5)                | 北アフリカサッカー連合 (5) | 北アフリカサッカー連合 (5)                                | 北アフリカサッカー連合 (5) | 北アフリカサッカー連合 (5) | 北アフリカサッカー連合 (5) | 北アフリカサッカー連合 (5) | 北アフリカサッカー連合 (5) |
| ----------------------------------------- | -------------------------- | --------------------------------------------------------- | -------------------------- | -------------------------- | -------------------------- | -------------------------- | -------------------------- |
| ALG                                       | アルジェリア               | アルジェリア男子代表 アルジェリア女子代表                 | 1962年                     | 1963年                     | 1964年                     | 2005年                     |                            |
| EGY                                       | エジプト                   | エジプト男子代表 エジプト女子代表                         | 1921年                     | 1923年                     | 1957年                     | 2005年                     |                            |
| LBY                                       | リビア                     | リビア男子代表 リビア女子代表                             | 1962年                     | 1964年                     | 1965年                     | 2005年                     |                            |
| MAR                                       | モロッコ                   | モロッコ男子代表 モロッコ女子代表                         | 1955年                     | 1960年                     | 1959年                     | 2005年                     |                            |
| TUN                                       | チュニジア                 | チュニジア男子代表 チュニジア女子代表                     | 1957年                     | 1960年                     | 1960年                     | 2005年                     |                            |
| 西アフリカサッカー連合 (16)               |                            |                                                           |                            |                            |                            |                            |                            |
| BEN                                       | ベナン                     | ベナン男子代表 ベナン女子代表                             | 1962年                     | 1962年                     | 1962年                     | 1975年                     |                            |
| BFA                                       | ブルキナファソ             | ブルキナファソ男子代表 ブルキナファソ女子代表             | 1960年                     | 1964年                     | 1964年                     | 1975年                     |                            |
| CPV                                       | カーボベルデ               | カーボベルデ男子代表 カーボベルデ女子代表                 | 1982年                     | 1986年                     | 2000年                     | 1975年                     |                            |
| GAM                                       | ガンビア                   | ガンビア男子代表 ガンビア女子代表                         | 1952年                     | 1968年                     | 1966年                     | 1975年                     |                            |
| GHA                                       | ガーナ                     | ガーナ男子代表 ガーナ女子代表                             | 1957年                     | 1958年                     | 1958年                     | 1975年                     |                            |
| GUI                                       | ギニア                     | ギニア男子代表 ギニア女子代表                             | 1960年                     | 1962年                     | 1963年                     | 1975年                     |                            |
| GNB                                       | ギニアビサウ               | ギニアビサウ男子代表 ギニアビサウ女子代表                 | 1974年                     | 1986年                     | 1986年                     | 1975年                     |                            |
| CIV                                       | コートジボワール           | コートジボワール男子代表 コートジボワール女子代表         | 1960年                     | 1964年                     | 1960年                     | 1975年                     |                            |
| LBR                                       | リベリア                   | リベリア男子代表 リベリア女子代表                         | 1936年                     | 1964年                     | 1962年                     | 1975年                     |                            |
| MLI                                       | マリ                       | マリ男子代表 マリ女子代表                                 | 1960年                     | 1963年                     | 1963年                     | 1975年                     |                            |
| MTN                                       | モーリタニア               | モーリタニア男子代表 モーリタニア女子代表                 | 1961年                     | 1970年                     | 1968年                     | 1975年                     |                            |
| NIG                                       | ニジェール                 | ニジェール男子代表 ニジェール女子代表                     | 1962年                     | 1967年                     | 1967年                     | 1975年                     |                            |
| NGA                                       | ナイジェリア               | ナイジェリア男子代表 ナイジェリア女子代表                 | 1945年                     | 1960年                     | 1960年                     | 1975年                     |                            |
| SEN                                       | セネガル                   | セネガル男子代表 セネガル女子代表                         | 1960年                     | 1964年                     | 1964年                     | 1975年                     |                            |
| SLE                                       | シエラレオネ               | シエラレオネ男子代表 シエラレオネ女子代表                 | 1960年                     | 1960年                     | 1960年                     | 1975年                     |                            |
| TOG                                       | トーゴ                     | トーゴ男子代表 トーゴ女子代表                             | 1960年                     | 1962年                     | 1964年                     | 1975年                     |                            |
| 中部アフリカサッカー連盟連合 (8)          |                            |                                                           |                            |                            |                            |                            |                            |
| CMR                                       | カメルーン                 | カメルーン男子代表 カメルーン女子代表                     | 1959年                     | 1962年                     | 1963年                     | 1978年                     |                            |
| CTA                                       | 中央アフリカ共和国         | 中央アフリカ男子代表 中央アフリカ女子代表                 | 1961年                     | 1964年                     | 1965年                     | 1978年                     |                            |
| CHA                                       | チャド                     | チャド男子代表 チャド女子代表                             | 1962年                     | 1964年                     | 1964年                     | 1978年                     |                            |
| CGO                                       | コンゴ共和国               | コンゴ共和国男子代表 コンゴ共和国女子代表                 | 1962年                     | 1964年                     | 1966年                     | 1978年                     |                            |
| COD                                       | コンゴ民主共和国           | コンゴ民主共和国男子代表 コンゴ民主共和国女子代表         | 1919年                     | 1964年                     | 1964年                     | 1978年                     |                            |
| EQG                                       | 赤道ギニア                 | 赤道ギニア男子代表 赤道ギニア女子代表                     | 1957年                     | 1986年                     | 1986年                     | 1978年                     |                            |
| GAB                                       | ガボン                     | ガボン男子代表 ガボン女子代表                             | 1962年                     | 1966年                     | 1967年                     | 1978年                     |                            |
| STP                                       | サントメ・プリンシペ       | サントメ・プリンシペ男子代表 サントメ・プリンシペ女子代表 | 1975年                     | 1986年                     | 1986年                     | 1978年                     |                            |
| 東部・中部アフリカサッカー協会評議会 (12) |                            |                                                           |                            |                            |                            |                            |                            |
| BDI                                       | ブルンジ                   | ブルンジ男子代表 ブルンジ女子代表                         | 1948年                     | 1972年                     | 1972年                     | 1994年                     |                            |
| DJI                                       | ジブチ                     | ジブチ男子代表 ジブチ女子代表                             | 1979年                     | 1994年                     | 1994年                     | 1995年                     |                            |
| ERI                                       | エリトリア                 | エリトリア男子代表 エリトリア女子代表                     | 1996年                     | 1998年                     | 1998年                     | 1973年                     |                            |
| ETH                                       | エチオピア                 | エチオピア男子代表 エチオピア女子代表                     | 1943年                     | 1952年                     | 1957年                     | 1994年                     |                            |
| KEN                                       | ケニア                     | ケニア男子代表 ケニア女子代表                             | 1960年                     | 1960年                     | 1968年                     | 1973年                     |                            |
| RWA                                       | ルワンダ                   | ルワンダ男子代表 ルワンダ女子代表                         | 1972年                     | 1978年                     | 1978年                     | 1994年                     |                            |
| SOM                                       | ソマリア                   | ソマリア男子代表 ソマリア女子代表                         | 1951年                     | 1962年                     | 1968年                     | 1973年                     |                            |
| SSD                                       | 南スーダン                 | 南スーダン男子代表 南スーダン女子代表                     | 2011年                     | 2012年                     | 2012年                     | 2012年                     |                            |
| SDN                                       | スーダン                   | スーダン男子代表 スーダン女子代表                         | 1936年                     | 1948年                     | 1957年                     | 1975年                     |                            |
| TAN                                       | タンザニア                 | タンザニア男子代表 タンザニア女子代表                     | 1930年                     | 1964年                     | 1964年                     | 1973年                     |                            |
| UGA                                       | ウガンダ                   | ウガンダ男子代表 ウガンダ女子代表                         | 1924年                     | 1960年                     | 1960年                     | 1973年                     |                            |
| ZAN                                       | ザンジバル                 | ザンジバル男子代表 ザンジバル女子代表                     | 1965年                     | 未加盟                     | 1980年                     | 1973年 & 2003年            |                            |
| 南部アフリカサッカー協会評議会 (14)       |                            |                                                           |                            |                            |                            |                            |                            |
| ANG                                       | アンゴラ                   | アンゴラ男子代表 アンゴラ女子代表                         | 1979年                     | 1980年                     | 1980年                     | 1997年                     |                            |
| BOT                                       | ボツワナ                   | ボツワナ男子代表 ボツワナ女子代表                         | 1970年                     | 1978年                     | 1976年                     | 1997年                     |                            |
| COM                                       | コモロ                     | コモロ男子代表 コモロ女子代表                             | 1979年                     | 2005年                     | 2005年                     | 2007年                     |                            |
| SWZ                                       | エスワティニ               | エスワティニ男子代表 エスワティニ女子代表                 | 1968年                     | 1978年                     | 1978年                     | 1997年                     |                            |
| LES                                       | レソト                     | レソト男子代表 レソト女子代表                             | 1932年                     | 1964年                     | 1964年                     | 1997年                     |                            |
| MAD                                       | マダガスカル               | マダガスカル男子代表 マダガスカル女子代表                 | 1961年                     | 1964年                     | 1963年                     | 2000年                     |                            |
| MWI                                       | マラウイ                   | マラウイ男子代表 マラウイ女子代表                         | 1966年                     | 1968年                     | 1968年                     | 1997年                     |                            |
| MRI                                       | モーリシャス               | モーリシャス男子代表 モーリシャス女子代表                 | 1952年                     | 1964年                     | 1963年                     | 2000年                     |                            |
| MOZ                                       | モザンビーク               | モザンビーク男子代表 モザンビーク女子代表                 | 1976年                     | 1980年                     | 1980年                     | 1997年                     |                            |
| NAM                                       | ナミビア                   | ナミビア男子代表 ナミビア女子代表                         | 1990年                     | 1992年                     | 1992年                     | 1997年                     |                            |
| SEY                                       | セーシェル                 | セーシェル男子代表 セーシェル女子代表                     | 1979年                     | 1986年                     | 1986年                     | 2000年                     |                            |
| RSA                                       | 南アフリカ共和国           | 南アフリカ共和国男子代表 南アフリカ共和国女子代表         | 1991年                     | 1992年                     | 1992年                     | 1997年                     |                            |
| ZAM                                       | ザンビア                   | ザンビア男子代表 ザンビア女子代表                         | 1929年                     | 1964年                     | 1964年                     | 1997年                     |                            |
| ZIM                                       | ジンバブエ                 | ジンバブエ男子代表 ジンバブエ女子代表                     | 1965年                     | 1965年                     | 1980年                     | 1997年                     |                            |
| 地域連合非会員                            |                            |                                                           |                            |                            |                            |                            |                            |
| REU                                       | レユニオン                 | レユニオン男子代表 レユニオン女子代表                     | 1926年                     | 未加盟                     | 2004年                     | 未加盟                     |                            |

さらに、アフリカにはCAFやその他の連盟に加盟していない以下のような地域もある。
- マヨット
- チャゴス諸島 (イギリス領インド洋地域)

また、アフリカの限定的または非国際承認国家の中には公式のナショナルチームを持っている国もあるが、2024年現在、CAFに加盟していない代わりにCONIFAなどの組織に所属している。
- 西サハラ
- ソマリランド

## 大会一覧

### ナショナルチーム
| 男子: - アフリカネイションズカップ - アフリカネイションズチャンピオンシップ - アフリカ U-23ネイションズカップ - アフリカ U-20ネイションズカップ - アフリカ U-17ネイションズカップ | 女子: - アフリカ女子ネイションズカップ - アフリカ U-20女子ネイションズカップ - アフリカ U-17女子ネイションズカップ |

### クラブチーム
| 男子: - アフリカ・スーパーリーグ - CAFチャンピオンズリーグ - CAFコンフェデレーションカップ - CAFスーパーカップ | 女子: - CAF女子チャンピオンズリーグ |

### フットサル
- アフリカ・フットサル・カップ・オブ・ネイションズ（英語版）

### ビーチサッカー
- アフリカビーチサッカーネイションズカップ

## 表彰
- アフリカ年間最優秀選手賞

## スポンサー

### タイトルスポンサー
- トタルエナジーズ

### 公式グローバルパートナー
- プーマ
- 1xBet
- Visa
- Orange
- ユニリーバ
- Qnet

### 公式サプライヤー
- アフリカグローバルロジスティックス